# Agnès Kim Hyo-ju
Dans ce nom coréen, le nom de famille, Kim, précède le nom personnel.
Pour les articles homonymes, voir Sainte Agnès et Kim.
Agnès Kim Hyo-ju (en coréen 김효주 아녜스) est une laïque chrétienne coréenne, martyre et sainte, née en 1816 à Séoul en Corée, morte décapitée le 3 septembre 1839 à Séoul.
Reconnue martyre et béatifiée en 1925 par le pape Pie XI, elle est solennellement canonisée à Séoul par Jean-Paul II le 6 mai 1984 avec 102 autres martyrs de Corée. 
Sainte Agnès Kim Hyo-ju est fêtée le 3 septembre et le 20 septembre.

## Biographie
Agnès Kim Hyo-ju naît en 1816 à Bamseom (ou Pamseom) près de Séoul, en Corée. Bamseom est sur une île du fleuve Han, près de Séoul. Agnès Kim est d'une famille non catholique à l'origine. 
La mère d'Agnès Kim s'intéresse à la foi et s'en rapproche peu à peu, mais son mari est non-croyant, ne veut pas entendre parler de l'Église chez lui et l'interdit formellement. Après la mort de celui-ci, leur mère devient une fervente catholique avec ses six enfants, Antoine, Bénédicte, Colombe Hyo-im, Agnès Hyo-ju, François et Claire.
Après leur baptême, Agnès et deux de ses sœurs, Colombe et Claire, promettent d'offrir leur vie à Dieu comme vierges consacrées. Leur mère pense qu'elles devraient se marier, mais elles ne changent pas d'avis. Elles se coiffent les cheveux en chignon pour se donner l'apparence de femmes mariées. Elles partent vivre ensemble avec leur frère aîné Antoine Kim, à Yongmori près de Séoul. Elles se sont consacrées à la vie spirituelle avec la prière, le jeûne deux fois par semaine, les lectures spirituelles, le chapelet, l'aumône aux démunis. Leur famille est aisée, mais la richesse matérielle ne les intéresse pas. Leur comportement reflète leur caractère doux et affectueux.
Agnès et ses sœurs sont réputés et respectées parmi les catholiques de la région, pour leur charité et leur exemple. Leur mère meurt à Yongmori ; le père Chastan y va spécialement pour lui donner les derniers sacrements. Elles restent alors à Yongmori.
En 1839, de nouvelles persécutions ont lieu en Corée, les catholiques sont arrêtés. Un homme les dénonce le 3 mai 1839, la police se rend à Yongmori. Agnès est la seule qui ne peut pas fuir. Elle est arrêtée, ainsi que Colombe qui est découverte peu après. Elles sont emmenées à Séoul, interrogées et torturées. Comme elles restent calmes, les gardes frappent plus fort, les mettent toutes nues et continuent de les torturer, en vain. Alors le magistrat décide de s'en prendre à leur virginité, elles sont mises nues avec des criminels, mais aucun homme n'arrive à les toucher, elles sont comme protégées par une force mystérieuse.
Agnès et sa sœur sont emmenées au tribunal, où elles sont de nouveau interrogées et battues. Elles refusent de dire où sont les autres catholiques, notamment leur frère Antoine.
Agnès Kim Hyo-ju est décapitée le 3 septembre 1839 devant la Petite porte de l'Ouest, à Séoul,. Sa sœur Colombe Kim Hyo-im y est exécutée trois semaines plus tard.

## Canonisation
Agnès Kim Hyo-ju est reconnue martyre par décret du Saint-Siège le 9 mai 1925 et ainsi proclamée vénérable. Elle est béatifiée (proclamée bienheureuse) le 5 juillet suivant par le pape Pie XI,.
Elle est canonisée (proclamée sainte) par le pape Jean-Paul II le 6 mai 1984 à Séoul en même temps que 102 autres martyrs de Corée,.
Sainte Agnès Kim Hyo-ju est fêtée le 3 septembre au jour anniversaire de sa mort, et le 20 septembre qui est la date commune de célébration des martyrs de Corée.